# François VII. de La Rochefoucauld

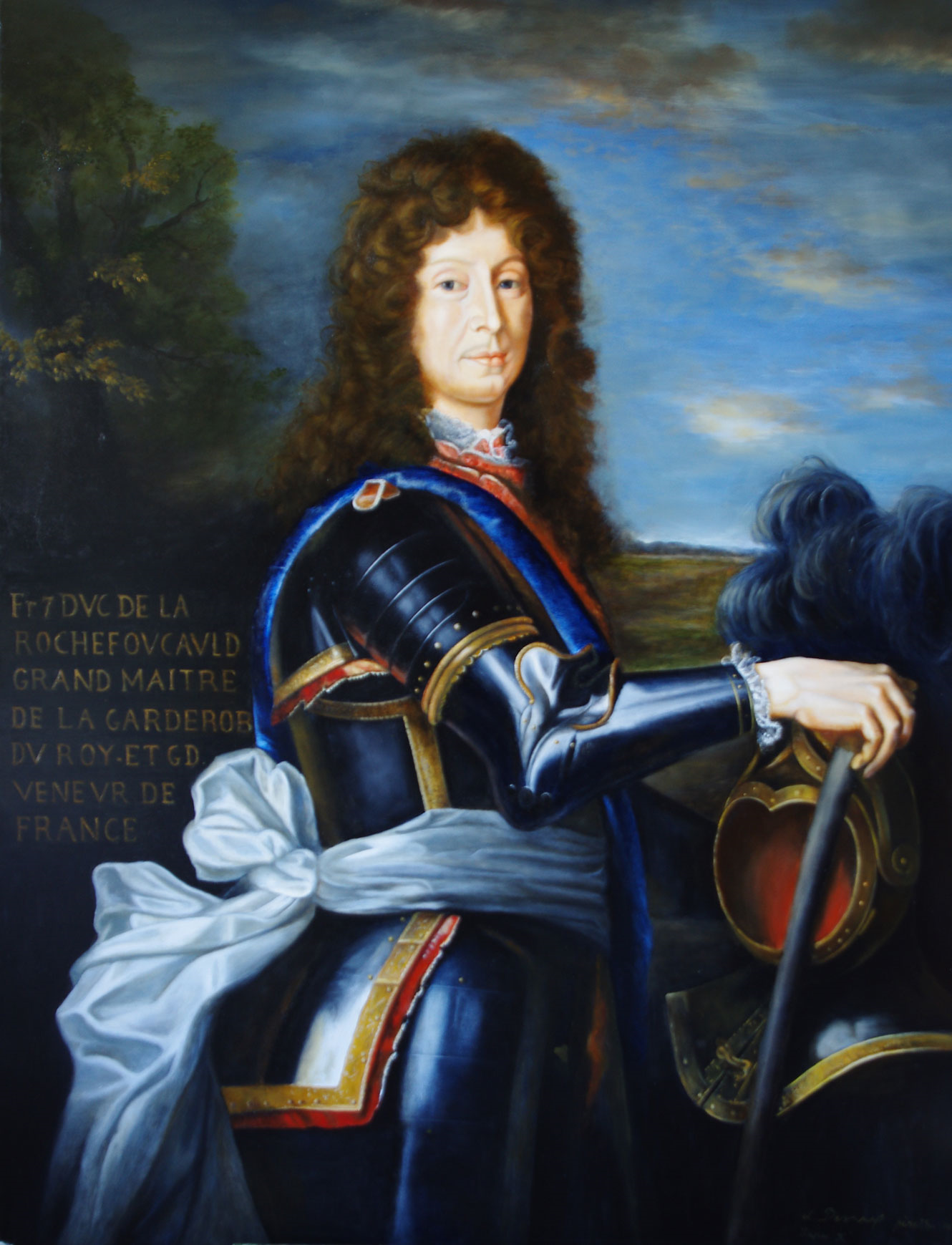
Porträt von François VII., Duc de La Rochefoucauld, um 1680

François VII. de La Rochefoucauld (* 15. Juni 1634; † 11. Januar 1714 in Versailles), 6. Prince de Marcillac, dann 3. Duc de La Rochefoucauld, Pair de France, war ein Großoffizier der Krone Frankreichs und einer der Favoriten des Königs Ludwig XIV. Er war Grand Maître de la Garde-robe du Roi (ab 1672) und Grand Veneur de France (ab 1679).

## Leben
François VII. de La Rochefoucauld war der älteste Sohn von François VI. de La Rochefoucauld und Andrée de Vivonne, Demoiselle de La Chateigneraye.
Ab 1652 war er im Militärdienst, diente unter dem Kommando Turennes in den Niederlanden, nahm 1655 an der Belagerung von Landrecies teil und wurde 1656 unter Condé bei der Belagerung von Valenciennes verwundet. Am 27. Mai 1666 wurde er zum Mestre de camp des Régiment Royal cavalerie befördert. 1667 nahm er mit dem König an der Eroberung Flanderns und 1668 an der Eroberung der Freigrafschaft Burgund teil. 1672 nahm er an der Überquerung des Rheins teil, wobei ihm ein Musketenschuss die linke Schulter zerschmetterte. Er nahm an der Belagerung von Maastricht (Juni 1673) teil, sowie den Belagerungen von Besançon (1674) und Limbourg (1675), den Eroberungen von Valenciennes (1677), Cambrai (1677), Ypern (1678), Mons (1691) und Namur (1692).
Im Sommer 1671 übertrug ihm sein Vater mit Zustimmung des Königs das Herzogtum La Rochefoucauld, jedoch wurde er bis zum Tod François‘ VI. im Jahr 1680 Prince de Marcillac genannt. Sein Erbe erlaubte es ihm, sich am 13. Dezember 1671 zum Gouverneur des Berry ernennen zu lassen (Kauf des Amtes 1680). Am 20. Oktober 1672 trat er dem königlichen Haushalt als Grand Maître de la Garde-robe bei. Ab 13. Juli 1679 bekleidete er zudem das Amt des Grand Veneur. Im November 1679 wurde er 1. Duc de La Roche-Guyon. Im März 1681 gab er das Gouverneursamt auf. Am 31. Dezember 1688 wurde er Ritter im Orden vom Heiligen Geist.
Er starb am 11. Januar 1714, 79 Jahre alt in Versailles.

### Ehe und Nachkommen
Nach einer Liaison mit Catherine Henriette d’Angennes, heiratete er am 10. November 1659 in Paris seine Kusine Jeanne Charlotte du Plessis, Dame de Liancourt (* wohl 1645; † 1. August 1674), Tochter von Henri du Plessis, Comte de La Roche-Guyon, Premier Gentilhomme de la Chambre du Roi, und Anne Elisabeth de Lannoy, Enkelin und Erbin von Roger du Plessis, Duc de La Roche-Guyon, Pair de France. Ihre Kinder waren:
- François VIII. de La Rochefoucauld (* 17. August 1663; † 25. April 1728[5] in Paris), 1714 4. Duc de La Rochefoucauld, Pair de France, 7. Prince de Marsillac, 2. Duc de La Roche-Guyon etc., Grand Veneur de France, 3. Juni 1724 Ritter im Orden vom Heiligen Geist; ⚭ 23. November 1679 Madeleine Charlotte Le Tellier (* wohl 1664; † 18. November 1735 in Paris), Tochter von François Michel Le Tellier, Marquis de Louvois, und Anne de Souvré, Marquise de Courtanvaux
- Henri Roger de La Rochefoucauld (* 14. Juni 1665; † 21. März 1749 auf Schloss Liancourt), Marquis de Liancourt, 23. Dezember 1702 Lieutenant général des armées du Roi
- Charlotte Françoise de La Rochefoucauld (* wohl 1666; † 17. August 1676)